# Прилуцький район
Прилуцький райо́н (Прилуччина) — район в Україні, у південно-східній частині Чернігівської області і межує з Сумською, Полтавською та Київською областями та був утворений під час адміністративно-територіальної реформи в Україні 2020 року. Адміністративний центр — місто Прилуки. 
До складу району входять 11 територіальних громад.

## Історія
Прилуцький район утворено 19 липня 2020 року згідно із Постановою Верховної Ради України № 807-IX від 17 липня 2020 року в рамках Адміністративно-територіальної реформи в Україні. До його складу увійшли: Прилуцька, Ічнянська міські, Варвинська, Ладанська, Линовицька, Малодівицька, Парафіївська, Срібнянська, Талалаївська селищні та Сухополов'янська і Яблунівська сільські територіальні громади. Перші вибори Прилуцької районної ради відбулися 25 жовтня 2020 року.
Раніше територія району входила до складу ліквідованих в той же час Прилуцького (1923—2020), Варвинського, Ічнянського, Срібнянського, Талалаївського районів та міста обласного підпорядкування Прилуки, з територією підпорядкованою міській раді, Чернігівської області.

## Див.також
- Прилуччина